# برادری گرگ
برادری گرگ (فرانسوی: Le Pacte des loups‎) فیلمی در ژانر ماجراجویی به کارگردانی کریستف گان است که در سال ۲۰۰۱ منتشر شد.

## خلاصه فیلم
در قرن هجدهم میلادی، به دنبال کشته شدن تعداد زیادی از اهالی یک روستا، از طرف پادشاه یک زیست‌شناس حیوانات سلطنتی به منطقه اعزام می‌شود تا با همکاری دوست سرخ‌پوستش این مشکل را حل کند…

## بازیگران
- ساموئل له بیهان
- ونسان کسل
- امیلی دوکن
- مونیکا بلوچی
- ژرمی رنیر
- مارک داکاسیوس
- ژان یان
- ژاک پرن
- هانس مایر
- ژان-فرانسوا استونن
- ادیت اسکوب
- فیلیپ نائون
- برنارد فارسی
- گاسپار اولیل
- یوهان لیسن